# Forteresse de Populonia
La forteresse de Populonia (en italien : Rocca di Populonia), est un complexe défensif situé à Populonia, une frazione de la commune de Piombino, dans la province de Livourne en Toscane,
La forteresse domine le golfe de Baratti au nord de Piombino et à l'ouest du parc archéologique de Baratti et Populonia.

## Historique
Située sur l'acropole de l'ancienne Pupluna étrusque, la forteresse renaît en château médiéval au XIVe siècle, après des siècles d'abandon de la ville. Les formes actuelles montrent une structure de transition, entre les édifices médiévaux et la fortification moderne de la fin du XVe siècle des Appiani (it) : si les flancs faisant face aux falaises de la colline étaient équipés tout au plus de contreforts, puisqu'une canonnade à une telle altitude était improbable, celui faisant face à la route était équipé d'un donjon semi-circulaire, à base solide, équipé de meurtrières et de créneaux.
La puissante tour centrale, de plan médiéval, autrefois donjon de la forteresse médiévale, domine l'ensemble. La tour n'est pas construite avec des pierres parfaitement équarries à l'exception des angles et elle est dotée de murs bastionnés et de mâchicoulis. Dotée d'une forte pente, elle présente une maçonnerie constituée de blocs irréguliers, sauf aux angles, une porte surélevée et un créneau à quatre éléments sur les côtés longs et trois sur les côtés courts. La présence, rare en Toscane,  d'une double saillie, vers l'intérieur et vers l'extérieur, est par contre fréquente dans les châteaux des Scaligeri.
Les remparts de la ville du XVe siècle ont un plan rectangulaire, proche de la place, avec une passerelle et des échauguettes en surplomb aux angles. La maçonnerie semi-cylindrique du côté sud-ouest est plus tardive, dotée également d'une pente et d'un chemin de ronde plus haut que les autres côtés. Il comporte également des meurtrières sur le côté interne, pour se défendre contre les ennemis qui auraient pénétré l'enceinte. La forteresse est rattachée aux remparts du village.

## Galerie

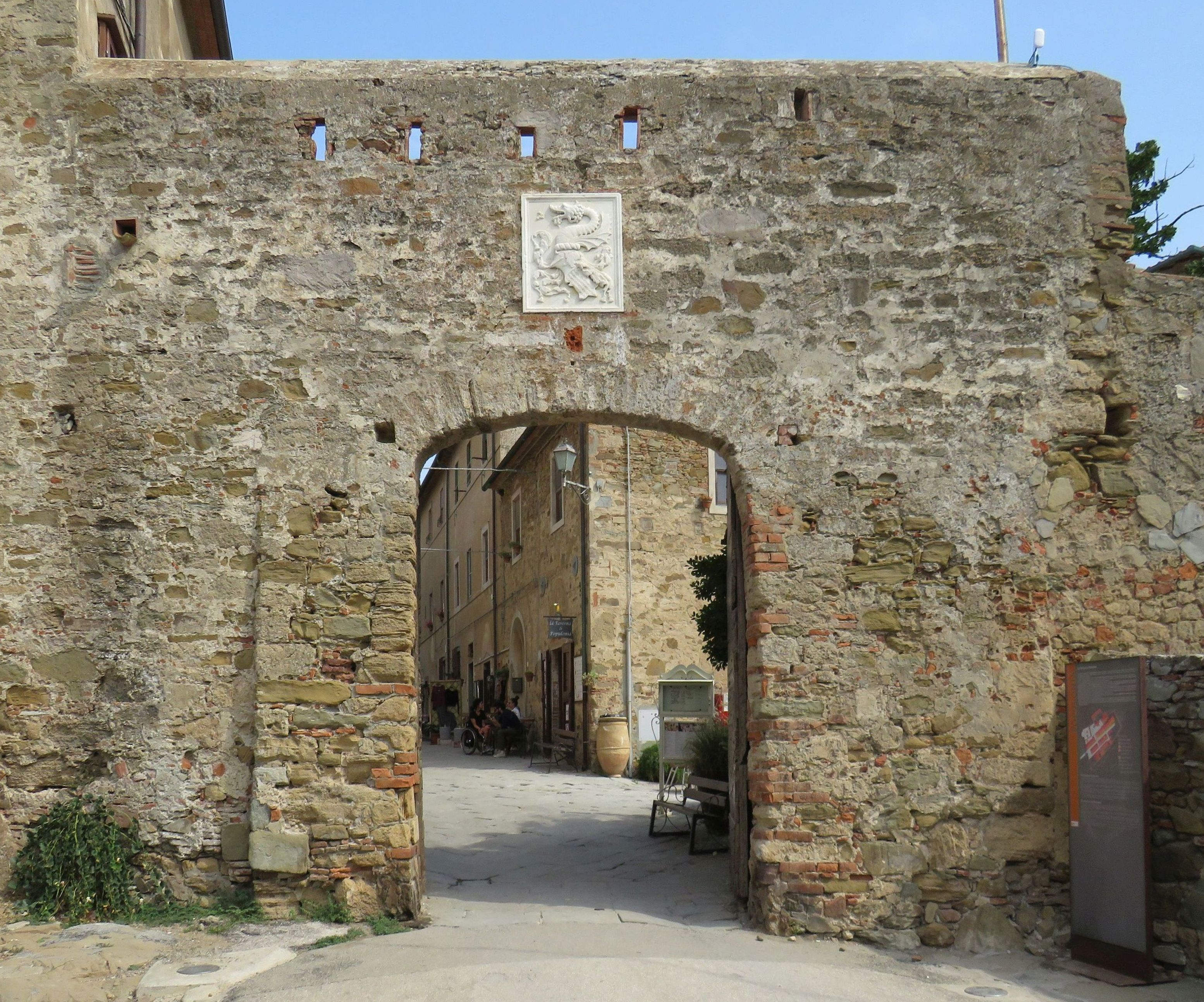
La porte de la forteresse.
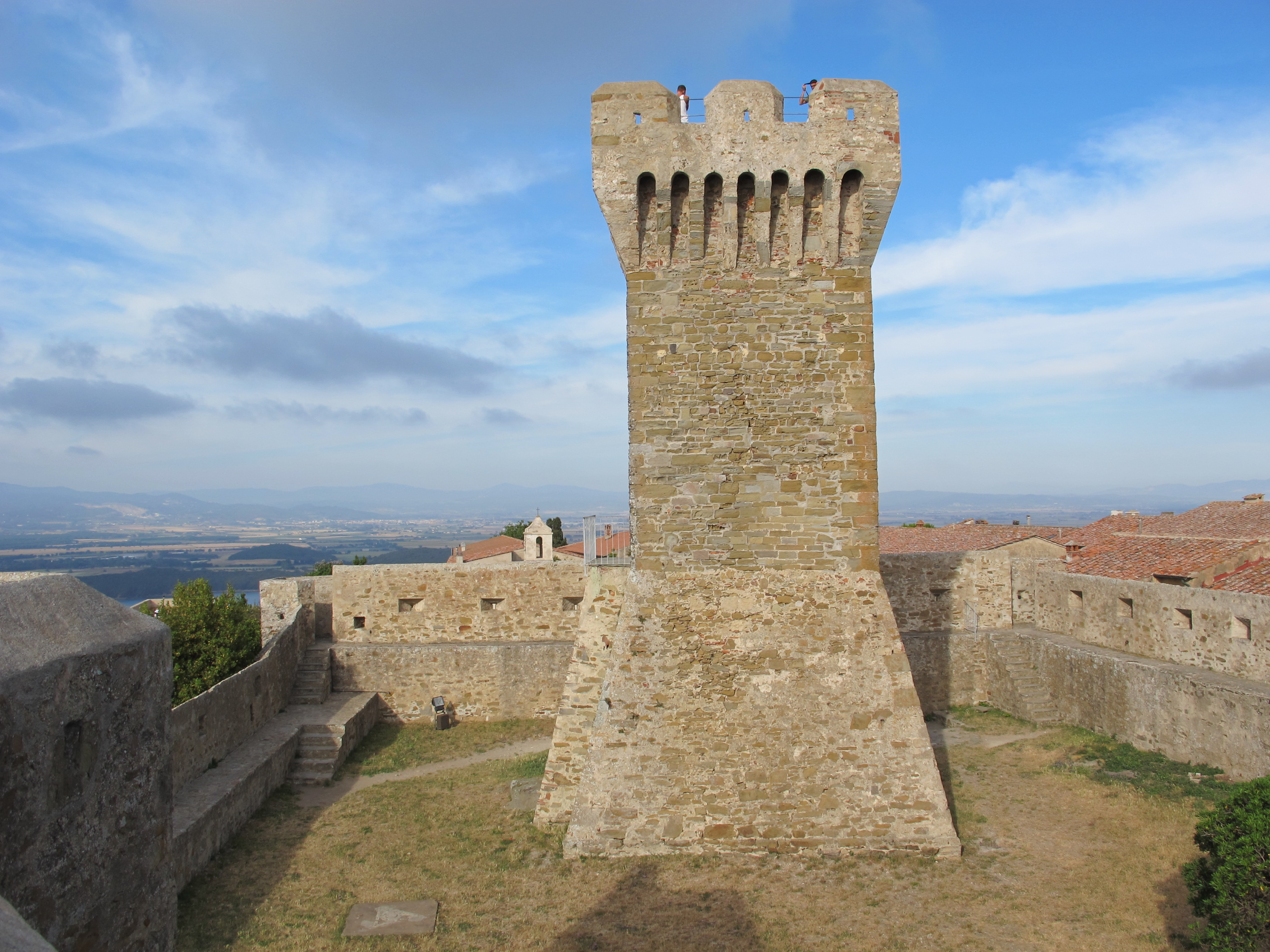
La haute tour intérieure.
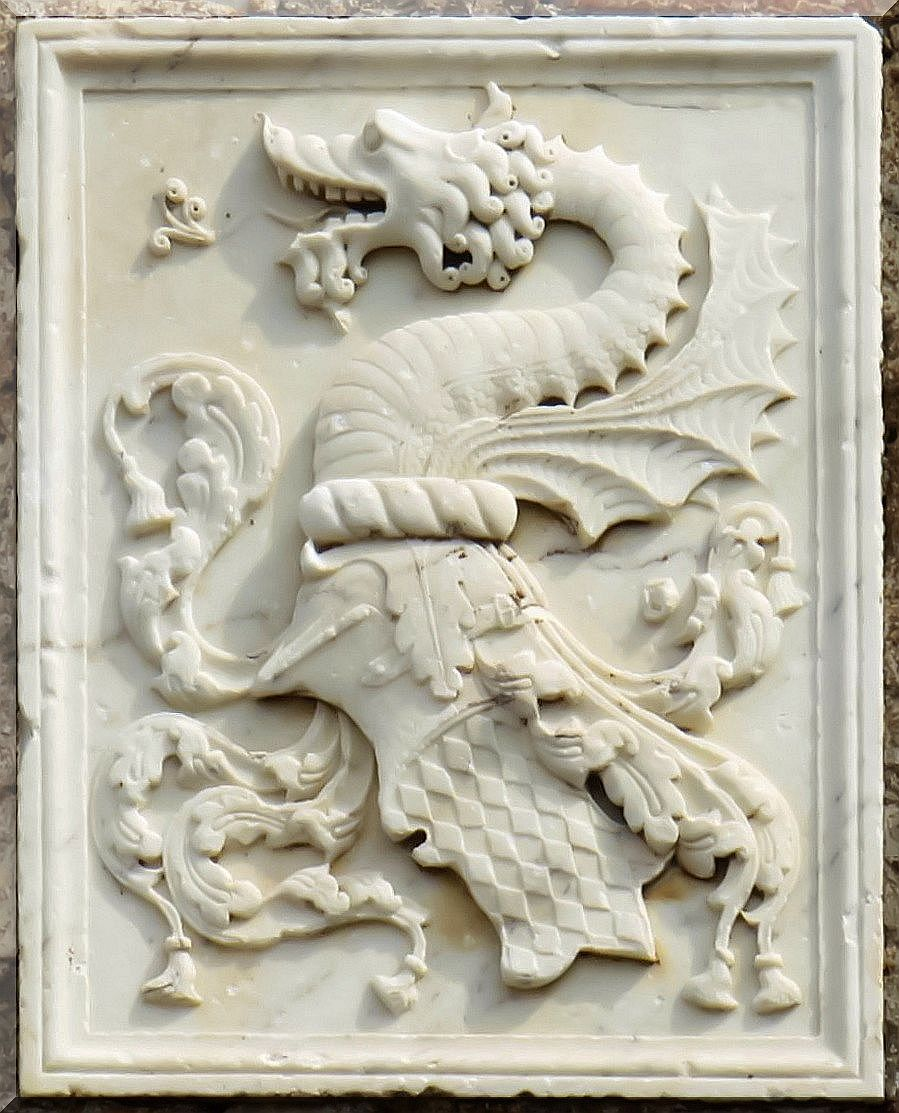
Blason des Appiani.
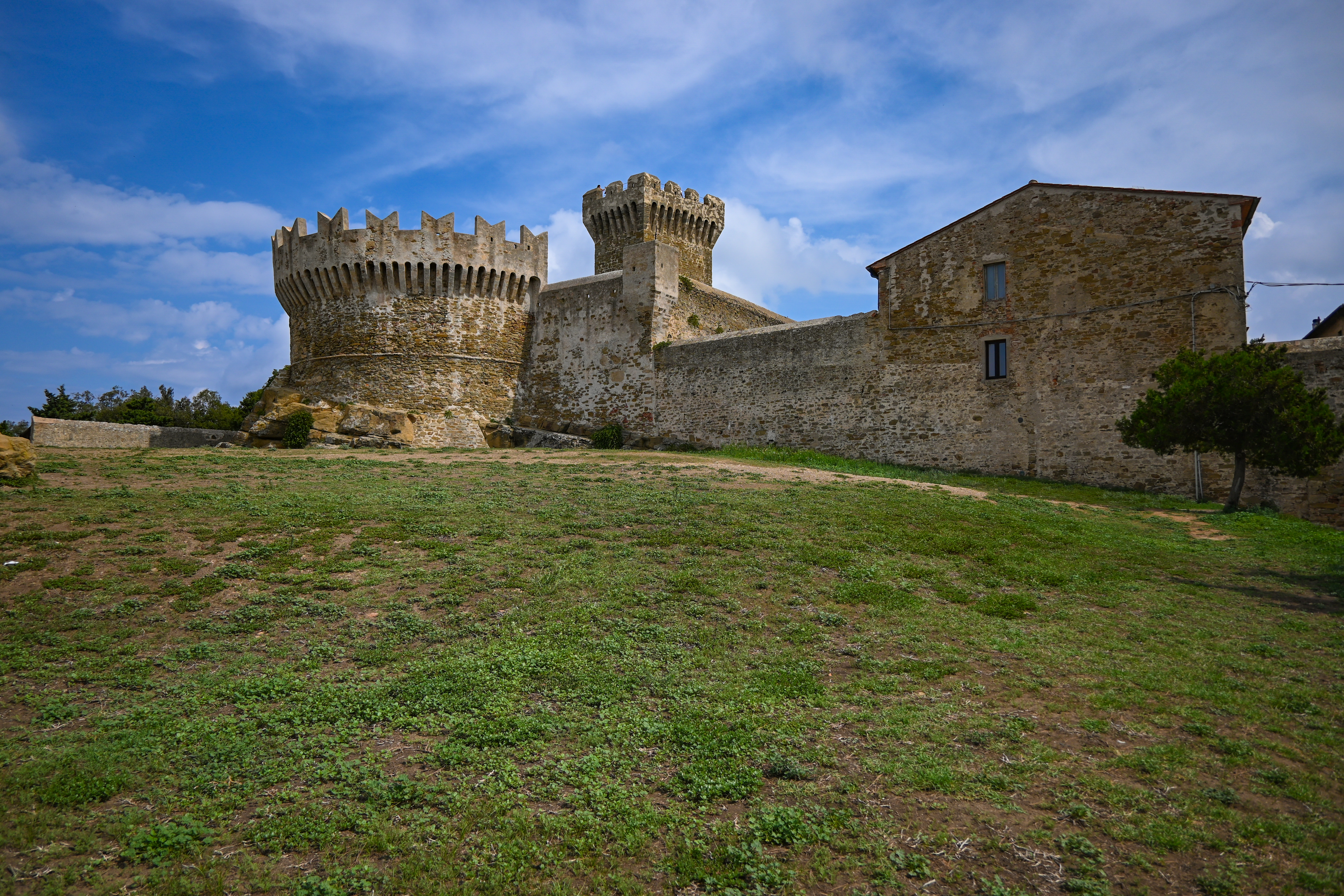